# Léon Solomiac
Léon Solomiac (* 20. Juli 1884 in Cajarc, Département Lot; † 10. Mai 1960 in Cannes) war ein französischer Verwaltungsbeamter. Er war amtierendes Staatsoberhaupt der Syrischen Republik, Gouverneur mehrerer französischer Kolonien und Präfekt in Metropolitan-Frankreich.

## Leben
Léon Solomiac war der Sohn eines Krämers. Im Zuge seiner Laufbahn im französischen Kolonialdienst wurde er im Juli 1925 zum Delegierten in Beirut und 1930 zum Delegierten in Damaskus ernannt. Frankreich verwaltete diese Orte auf Grund des Völkerbundmandats für Syrien und Libanon. Nach der Absetzung von Tadsch ad-Din al-Hasani amtierte Solomiac ab 19. November 1931 als Staatsoberhaupt der Syrischen Republik, bis am 11. Juni 1932 Muhammad Ali al-Abid vom syrischen Parlament zum Präsidenten gewählt wurde. Léon Solomiac vertrat danach von 22. Mai bis 30. November 1933 interimsmäßig Louis Fousset als Gouverneur von Französisch-Sudan. Am 15. August 1934 wurde er als Nachfolger von Georges Bourret Gouverneur von Französisch-Indien. Diese Funktion hatte er bis Oktober 1936 inne. Sein Nachfolger war Horace Crocicchia. Solomiac wurde am 21. April 1939 anstelle von Dieudonné Reste interimsmäßig als Generalgouverneur von Französisch-Äquatorialafrika eingesetzt. In diesem Amt löste ihn am 3. September 1939 Pierre Boisson ab. Am 7. November 1940 übernahm Solomiac von Jean Rapenne interimsmäßig das Amt des Gouverneurs von Niger. Er galt jedoch dem Vichy-Regime als nicht vertrauenswürdig, wurde abgesetzt und ab 8. Dezember 1940 durch General Maurice Falvy ersetzt. Im August 1944 wurde Léon Solomiac mit der Führung der Amtsgeschäfte des Präfekten des Départements Tarn betraut. Er ersetzte als „Präfekt der Libération“ einen noch im Juli 1944 vom Vichy-Regime eingesetzten Präfekten und war bis Anfang 1946 im Amt.

## Ehrungen
- Offizier der Ehrenlegion
- Ehren-Generalgouverneur von Übersee-Frankreich[9]